# Несити (ред)
Несити или весларице (лат. Pelecaniformes) је ред у оквиру класе птице, чији је латински назив добијен по породици пеликана или несита која му припада.

## Опис
Заједничка особина за све представнике (према традиционалној класификацији) је да имају сва четири прста на ногама повезана пловним кожицама. Сви се крећу углавном неспретно по тлу, али су зато изврсни летачи, што им омогућавају и велика крила. Ноге су им кратке, али снажне. На малој глави имају дугачак кљун са две уздужне бразде. Готово искључиво су писцивори.

## Ареал
Овај ред је доживео приличан еволутиван развој, о чему сведочи и распрострањеност врста које му припадају. Живе у свим деловима света. Пеликани и корморани се, на пример, срећу на обе хемисфере Земље.

## Систематика

### Традиционална класификација
Традиционална класификација птица је била заснована на морфолошким карактеристикама. Весларице (лат. Pelecaniformes) су традиционално, (али погрешно) дефинисане као птице, којима су сва четири прста на стопалима повезана пловним кожицама, насупрот осталим птицама које имају пловне кожице, којима су само три од четири прста повезана. Весларице су укључивале брзане, блуне, вранце, анхинге, тропске птице и пеликане.
Весларице према традиционалној класификацији:
- Пеликани
- Анхинге
- Брзани
- Вранци
- Блуне
- Тропске птице

Скорашња истраживања сугеришу да је сличност између породица које су традиционално сврставане у ред несита (Pelecaniformes) последица конвергентне еволуције, а не заједничког порекла и да је тако дефинисан ред парафилетски.

### Класификација Међународне Орнитолошке Уније
Према данас важећој класификацији Међународне Орнитолошке Уније (енгл. International Ornithologists' Union) несити укључују:
- Пеликани
- Ципеларке
- Батоглава чапља (лат. Scopidae)
- Чапље
- Ражњеви и кашичари

|  | Scopidae                                                         |
|  |                                                                  |
|  | \| \| Balaenicipitidae \| \| \| \| \| \| Pelecanidae \| \| \| \| |
|  |                                                                  |
|  | Balaenicipitidae                                                 |
|  |                                                                  |
|  | Pelecanidae                                                      |
|  |                                                                  |

|  | Balaenicipitidae |
|  |                  |
|  | Pelecanidae      |
|  |                  |

|  | Scopidae                                                         |
|  |                                                                  |
|  | \| \| Balaenicipitidae \| \| \| \| \| \| Pelecanidae \| \| \| \| |
|  |                                                                  |
|  | Balaenicipitidae                                                 |
|  |                                                                  |
|  | Pelecanidae                                                      |
|  |                                                                  |

|  | Balaenicipitidae |
|  |                  |
|  | Pelecanidae      |
|  |                  |

|  | Scopidae                                                         |
|  |                                                                  |
|  | \| \| Balaenicipitidae \| \| \| \| \| \| Pelecanidae \| \| \| \| |
|  |                                                                  |
|  | Balaenicipitidae                                                 |
|  |                                                                  |
|  | Pelecanidae                                                      |
|  |                                                                  |

|  | Balaenicipitidae |
|  |                  |
|  | Pelecanidae      |
|  |                  |

|  | Scopidae                                                         |
|  |                                                                  |
|  | \| \| Balaenicipitidae \| \| \| \| \| \| Pelecanidae \| \| \| \| |
|  |                                                                  |
|  | Balaenicipitidae                                                 |
|  |                                                                  |
|  | Pelecanidae                                                      |
|  |                                                                  |

|  | Balaenicipitidae |
|  |                  |
|  | Pelecanidae      |
|  |                  |